# 2000年シドニーオリンピックのスロバキア選手団
2000年シドニーオリンピックのスロバキア選手団（2000ねんシドニーオリンピックのスロバキアせんしゅだん）は、2000年9月15日から10月1日にかけてオーストラリアのニューサウスウェールズ州シドニーで開催された2000年シドニーオリンピックのスロバキア選手団、およびその競技結果。

## 概要
今大会は金メダル1個、銀メダル3個、銅メダル1個の合計5個のメダルを獲得した。

## メダル
| メダル | 選手名               | 競技 | 種目               |
| ------ | -------------------- | ---- | ------------------ |
| 銀     | マルチナ・モラフコバ | 競泳 | 女子200m自由形     |
| 銀     | マルチナ・モラフコバ | 競泳 | 女子100mバタフライ |